# Новий Клопочин
Новий Клопочин (пол. Nowy Kłopoczyn) — село в Польщі, у гміні Садковиці Равського повіту Лодзинського воєводства.
Населення — 261 особа (2011).
У 1975-1998 роках село належало до Скерневицького воєводства.

## Демографія
Демографічна структура станом на 31 березня 2011 року:
|          | Загалом | Допрацездатний вік | Працездатний вік | Постпрацездатний вік |
| -------- | ------- | ------------------ | ---------------- | -------------------- |
| Чоловіки | 131     | 26                 | 89               | 16                   |
| Жінки    | 130     | 23                 | 67               | 40                   |
| Разом    | 261     | 49                 | 156              | 56                   |